# The Cord of Life
The Cord of Life er en amerikansk stumfilm fra 1909 af D. W. Griffith.

## Medvirkende
- Charles Inslee som Galora
- Marion Leonard
- George Gebhardt som Antonine
- Linda Arvidson
- Dorothy Bernard